# 이보흠 대전실기 목판 및 교지
이보흠 대전실기 목판 및 교지(李甫欽 大田實記 木板 및 敎旨)는 대한민국 경상남도 거창군 거창박물관에 있는 조선시대의 책판 및 교지이다.
1985년 1월 14일 경상남도의 유형문화재 제246호 대전선생 실기책판 및 교지로 지정되었다가, 2018년 12월 20일 현재의 명칭으로 변경되었다.

## 개요
이보흠 선생의 본관은 영천이며, 자는 경부, 호는 대전이며, 세종 11년(1429)에 문과에 급제하여 집현전 박사를 거쳐 사정이 되고 1443년에 사은사의 서장관으로 명나라를 다녀와 주부가 되었다. 1448년에 지대구군사로 재직시 대구에 사창법을 시험적으로 시행했고 문종 때 장령을 지냈다. 정조 때 이조판서에 추증되었고 광주의 대치사 영천의 송곡서원 청안의 향사에 제향되고 있으며 시호는 충장공임. 목판은 총 87매이며 크기는 30×45cm로 박물관 선현유품실에 전시되어 있다.

## 참고 문헌
- 이보흠 대전실기 목판 및 교지 - 국가유산청 국가유산포털